# Dimitris Lyacos
Dimitris Lyacos (gr. Δημήτρης Λυάκος; ur. 19 października 1966 r. w Atenach, Grecja) – grecki dramaturg i poeta, autor trylogii Poena Damni.
Lyacos znany jest z formy przeciwstawiającej się gatunkom i awangardowego łączenia tradycyjnych motywów literackich z rytualnymi, religijnymi, filozoficznymi i antropologicznymi elementami, w swych tekstach ponownie bada wielkie narracje w kontekście niektórych trwałych motywów zachodniego kanonu. Choć trylogia Poena Damni liczy nie więcej niż 200 stron, ukończenie jej zajęło autorowi ponad trzydzieści lat. W tym okresie poszczególne części trylogii były zmieniane i ponownie publikowane. Treść trylogii skupiona jest wokół grupy pojęć takich jak kozioł ofiarny, poszukiwanie, powrót zmarłych, odkupienie, fizyczne cierpienie, szaleństwo. Postaci w dziełach Lyacosa są zawsze oddalone od społeczeństwa, to uciekinierzy, jak narrator w książce Z213: Exit, to wyrzutkowie w dystopijnym świecie, jak bohater książki With the People from the Bridge lub ludzie pozostawieni samym sobie, jak bohater The First Death, który na pustynnej wyspie walczy o przetrwanie. Trylogia Poena Damni, obok dzieł takich autorów jak Gabriel García Márquez i Thomas Pynchon, jest interpretowana jako „alegoria nieszczęścia”, jednocześnie uważana jest za główny wykładnik postmodernistycznego patetyzmu i jedno z najważniejszych anty-utopijnych dzieł XXI wieku.

## Życiorys
Urodził się w Atenach, tam dorastał i studiował prawo. W latach 1988–1991 mieszkał w Wenecji. W 1992 r. przeprowadził się do Londynu. Pod czujnym okiem filozofów analitycznych Teda Hondericha i Tima Crane’a studiował filozofię na University College London. Swe filozoficzne dociekania skupiał na epistemologii, metafizyce, greckiej filozofii starożytnej i Wittgensteinie. W 2005 r. przeprowadził się do Berlina. Obecnie mieszka w Berlinie i w Atenach.

## Twórczość
W 1992 r. Lyacos postanowił napisać trylogię zatytułowaną Poena Damni, odwołując się tym samym do najcięższej próby, jaką w piekle muszą znieść potępione dusze, tj. do utraty wizji Boga. Trylogia rozwijała się stopniowo jako work in progress na przestrzeni trzydziestu lat. Trzecia część (The First Death) została opublikowana najpierw po grecku (Ο πρώτος θάνατος), a później została przetłumaczona na j. angielski, hiszpański i niemiecki. Druga część zatytułowana Nyctivoe została po raz pierwszy wydana w 2001 r. w j. greckim i niemieckim po czym została wydana w j. angielskim w 2005 r. Tekst ten został zastąpiony w 2014 r. nową wersją noszącą tytuł: With the People from the Bridge.

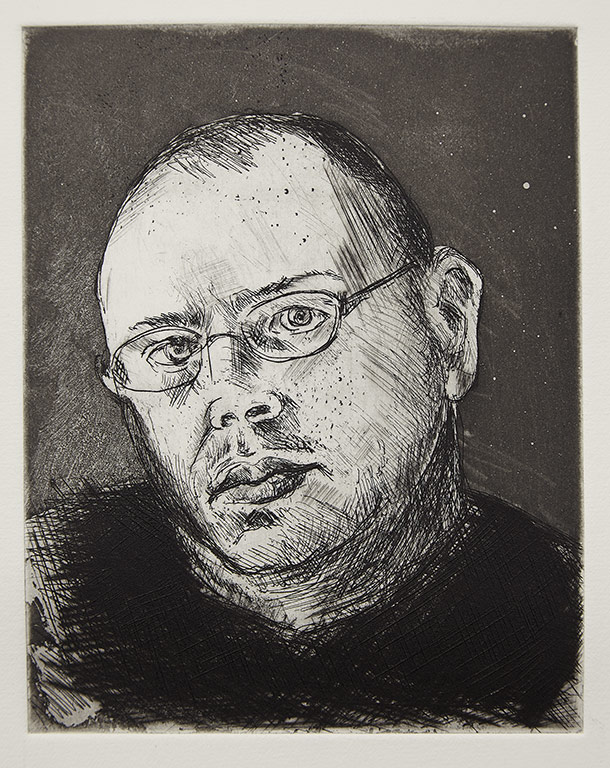
Lyacos, praca Waltera Melchera

Trylogia Lyacos, dzięki wielu artystom pojawiła się także w różnych dziedzinach sztuki. Austriacka artystka, Sylvie Proidl w 2002 r. w Wiedniu zaprezentowała serię obrazów inspirowanych pracą Lyacosa. W 2004 r. w trasę po Europie wyruszyła instalacja łącząca dźwięk i rzeźbę, stworzona przez rzeźbiarza Fritza Unegga i producenta BBC, Piersa Burton-Page’a. W 2005 r. austriacki artysta wizualny, Gudrun Bielz zaprezentował sztukę wizualną zainspirowaną Nyctivoe. W Grecji w latach 2006–2009 grupa taneczna „Myia” prezentowała taneczną wersję (taniec współczesny) Nyctivoe. Muzyczno–teatralna wersja Z213: Exit skomponowana przez greckich kompozytorów Marię Aloupi i Andreasa Diktyopoulosa, była przedstawiania przez Das Neue Ensemble i greckiego aktora Dimitrisa Lignadisa w 2013 r.
Dimitris Lyacos wraz z Lesem Murreyem był zagranicznym gościem na Poetryfest International Poetry Festival w Aberystwyth w Walii w 1998 r. Od tamtego wydarzenia brał udział w wieczorach autorskich i odczytach na wielu uniwersytetach na całym świecie, w tym na Oksfordzie, w Trieście, w Hongkongu i Nottingham. W 2012 r. był  Rezydującym Pisarzem w Międzynarodowym Programie Pisarskim na Uniwersytecie w Iowa. Jest jednym z nielicznych greckich autorów, którzy zdobyli międzynarodowe uznanie. Poena Damni przetłumaczona na inne języki stała się najpowszechniej recenzowaną grecką książką ostatnich dekad a Z213: Exit prawdopodobnie najlepiej sprzedającą się książką współczesnej poezji greckiej w angielskim przekładzie. Lyacos był gościem podczas Międzynarodowego Festiwalu Literackiego w Tbilisi w 2017 r.

## Poena Damni

### Treść i kontekst
Choć Trylogia ma wiele wspólnego z poezją tragiczną i dramatem epickim, jednocześnie jest wyraźnie postmodernistyczna. Ponieważ bada głęboką strukturę tragedii zamiast jej formalnych cech charakterystycznych, została nazwana dziełem post-tragicznym. Wpływ Homera, Ajschylosa i Dantego, a także mroczne aspekty poezji romantycznej, wraz z symbolizmem, ekspresjonizmem i wyraźnym zainteresowaniem religijnym i filozoficznym przenikają dzieło. Poena Damni jest w związku z tym, pomimo swoich postmodernistycznych cech, łączona z twórczością takich przedstawicieli tzw. „wysokiej moderny” jak James Joyce i Virginia Woolf.
Pierwsza część trylogii, Z213: Exit (Ζ213: ΕΧΟΔΟΣ), opisuje ucieczkę mężczyzny ze strzeżonego miasta i jego podróż przez oniryczne, czasem niczym z koszmaru krainy. W drugiej książce, With the People from the Bridge (Με τους ανθρώπους από τη γέφυρα) bohater Z213: Exit staje się pierwszoosobowym narratorem i jedynym widzem w prowizorycznej sztuce wystawianej pod łukami opuszczonego dworca kolejowego. Trzecią książkę, The First Death (Ο Πρώτος Θάνατος) rozpoczyna obraz samotnego człowieka na skalistej wyspie, po czym ze szczegółami zostaje opisana jego walka o przetrwanie, a także rozkład ciała i rozwijanie się jego zwojów pamięci.

### Analiza

Poet Lyacos with a beater. Yiannis Melanitis, obraz olejny na przygotowanym drewnianym panelu, 104 x 39,2 cm, 2012-2013

Teksty Lyacosa przekraczają zwyczajowe granice gatunkowe i w związku z tym trudno je przyporządkować do konkretnego gatunku. Z213: Exit od nowa kontekstualizuje elementy wielkiego greckiego kanonu – w tym motywy bohatera-uciekiniera i oddanego wędrowcy. Często przyjmuje formę narracyjną, mieszając poezję z prozą. Trylogia przekształca się w dramatyczne przedstawienie charakteru i sytuacji w With the People from the Bridge, a następnie w mocno liryczny typ poezji użyty, by zobrazować rozkład i końcową apoteozę ciała w The First Death. W tekstach wykorzystano rozbieżności między postrzeganym a obiektywnym światem zewnętrznym; czytelnik śledzi nieregularny przepływ monologów wewnętrznych wynikających z wydarzeń mających miejsce w świecie zewnętrznym, ale ostatecznie postrzeganych jako odzwierciedlenie myśli i uczuć znajdujących się w umyśle bohatera. Z drugiej strony, okolica, w której toczy się akcja, wyglądająca na obcą i rozwijające się podobne do snu zdarzenia przedstawione są z imponującą wnikliwością, wskazując na alternatywną rzeczywistość lub odsłaniając ukryty wymiar świata. Z tej perspektywy, trylogia była interpretowana jako rodzaj „surfiction”, gdzie świat przedstawiony w trylogii pozostawia czytelnikowi otwarte pole do swojej własnej, zinternalizowanej wersji.

### Z213: Exit
Z213: Exit czerpie z palimpsestu, by przedstawić fikcyjną nić łączącą elementy antycznych i współczesnych źródeł jak również „dialogu” jego dwóch bohaterów. Tekst jest zbudowany z szeregu fragmentarycznych haseł zapisanych w fikcyjnym dzienniku rejestrującym doświadczenia bezimiennego bohatera podczas podróży pociągiem w stronę nieznanej krainy. Mężczyzna został wypuszczony – lub uciekł – z jakiegoś rodzaju zamknięcia, ogólnikowo opisanego w dzienniku i przypominającego szpital, więzienie, getto lub jakiegoś rodzaju enklawę. Jego późniejsza wędrówka po opuszczonych ziemiach na granicy realności jest osadzona w dość szczegółowo opisanej i w pewien sposób Kafkowskiej atmosferze, co podważa osąd, że najbardziej oniryczne okoliczności są również najbardziej realnymi. Po drodze bohater zagłębia się w niemal religijne, mistyczne poszukiwania, podczas gdy, jednocześnie, jego narastające wrażenie bycia śledzonym wprowadza element napięcia i kinowej jakości przypominającej noir. Tak więc tekst zawieszony jest na metafizyczności ale także przypomina powieści detektywistyczne z lat 40. kończące się niezwykłym odkryciem. Z213: Exit zamyka opis ofiary, gdzie bohater i „głodna grupa ucztujących” piecze na rożnie jagnię, tnąc i odzierając ze skóry jego wciąż krwawiące ciało i usuwając z niego wnętrzności, jakbyśmy obserwowali jakiś święty rytuał.

### With the People from the Bridge
With the People from the Bridge (proponowany polski tytuł: Z ludźmi z mostu) opiera się na historii bohatera przypominającego Gerazeńczyka zniewolonego przez demona z ewangelii św. Marka, żyjącego na cmentarzu, dręczonego przez demony i zadającego sobie krzywdę kamieniami. Wchodzi on do grobu swej zmarłej kochanki chcąc otworzyć trumnę, w której znajduje się jej ciało, nietknięte przez rozkład. Bohater czuje nagłe pragnienie wskrzeszenia ciała, którego powrót do życia zostaje następnie opisany. Grób staje się „wspaniałym i zacisznym miejscem” dla kochanków, którzy są w stanie się objąć. Sztuka opisuje w narracji wieloperspektywicznej historię opartą na motywie upiora poprzez pierwszoosobowe opisy czterech postaci: mężczyzna zniewolony przez demony próbuje wskrzesić ciało kochanki ale ostatecznie łączy się z nią w grobie. Akcja rozgrywa się w sytuacji przypominającej święto zmarłych lub epidemię wampirów. W tekście odnajdujemy oczywiste odniesienia do tradycji chrześcijańskiej i eschatologii. Tekst okazuje się wspólnym rozważaniem zbiorowego zbawienia, które ostatecznie pozostaje nierozwiązane po końcowym narracyjnym zwrocie akcji.

### The First Death
W The First Death (proponowany polski tytuł: Pierwsza śmierć) odmawia się miejsca okaleczonemu ciału, które jest rozbijane przez skały i poddawane jest ciągłemu upodleniu, fizycznemu i psychicznemu, tak, że nawet mechanizmy pamięci zostają zaburzone. A jednak więź między osobą a ciałem, która zapewnia życie, nadal trwa i „w tym momencie bez materii/ gdzie świat zderza się i znika”, instynkty mechaniczne kosmosu nakręcają się do działania i wyrzucają tę nieredukowalną substancję w przestrzeń – pobudzając, być może, przyszłą regenerację.

## Opinia krytyki
Poena Damni to najbardziej znane i najczęściej poddawane ocenie krytyków literackich dzieło współczesnej literatury greckiej w przekładzie. Jego różne wydania do jesieni 2017 r. zyskały ponad pięćdziesiąt krytyk zagranicą. Trylogia została doceniona za kreatywne przekraczanie granicy między modernizmem a postmodernizmem, mimo że autor mocno opiera się na różnorodności tekstów kanonu literatury zachodniej. Większość krytyków dostrzegło użycie zawiłej sieci odniesień tekstowych i parafraz do dzieł klasycznych i Biblii, zaznaczając jednocześnie unikalny styl i charakter tekstu. Trylogia wywołała znaczne poruszenie wśród krytyków akademickich i stanowi część kilku programów nauczania postmodernistycznej prozy na uczelniach na świecie. Dimitris Lyacos był nominowany do literackiej Nagrody Nobla.